# Tiramină
Tiramina este o amină răspândită în natură, fiind derivată de la tirozină prin procese de decarboxilare. Prezintă un efect simpatomimetic indirect, ceea ce conduce la eliberarea de catecolamine din neuroni în fanta sinaptică. Nu poate trece bariera hematoencefalică din cauza lipofiliei scăzute, de aceea efectele sale adrenergice sunt strict periferice. Totodată, prin asocierea acestei molecule (care este răspândită în alimente fermentate precum brânzeturi și murături) poate duce la precipitarea unei crize hipertensive. Este răspândită în plante și animale, și este metabolizată în principal de către monoaminoxidaze.
Este o amină biogenă, se găsește în cornul de secară, o ciupercă parazită a cerealelor.

## Obținere
Principala reacție este reacția de decarboxilare a tirozinei:

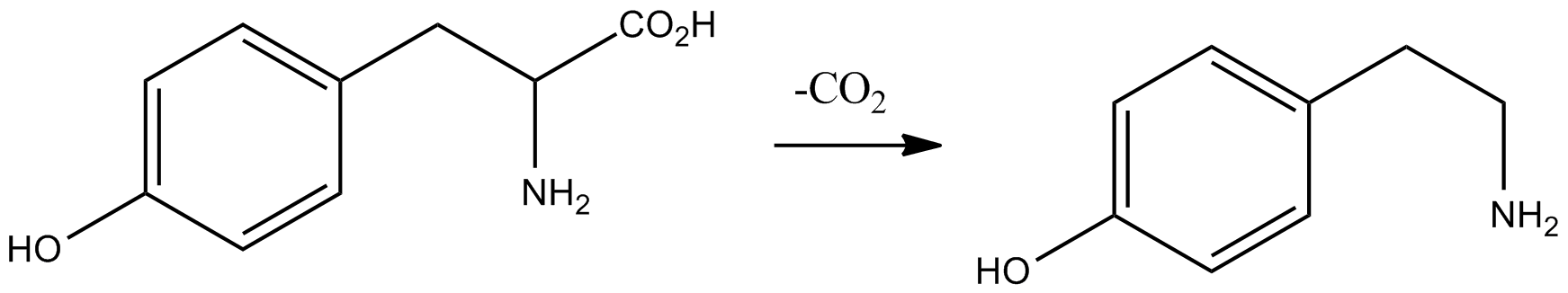
Decarboxilarea tirozinei